# 李延年 (1904年)
李延年（1904年3月11日—1974年11月17日），字吉甫，男，山东乐安（今山东广饶）大王镇王西村人，中华民国国民革命军高级将领。

## 生平
李延年為家中次子，李家為饒縣自耕農，其祖父持有土地達百畝，以務農為生。其父李之漢為傳統私塾教育之知識分子，在6歲時李延年開始接受私塾教育。
1918年考入刘集振华高等小学堂，1921年考入济南的山东省立商业专门学校，受到當時時代背景慫恿，李延年決定棄商從軍。民國十三年（1924）考入黄埔军校，為第一期步兵科。毕业后編入黃埔教導團擔任排長，其後參與了大部分國民革命軍初期戰役，在第一次東征因戰功升任黃埔教導團第8連連長，北伐时1926年末任國民革命軍第2師第5团团长。在南京龙潭与孙传芳部隊交戰，該役因作战不力受撤职留任处分。第二階段北伐戰役中，强攻临淮关有功撤消处分。在北伐期間，日本制造了济南五三事件，蔣中正授命第5團扼守濟南城，掩護其它北伐軍，李延年指揮的第5團堅守济南三昼夜後撤退，五三事件後升任國民革命軍第2師副師長。
1928年底北伐戰役結束，部隊進行整編，李延年轉任國民革命軍第9師（前身为黄埔军校教导第二团、党军第一旅、第一师、北伐军第一军第一师）第26旅旅長，駐紮漢口，該師後轉隸國民革命軍第二軍。中原大戰期間，第9師在平漢鐵路與馮玉祥旗下的西北軍第3路軍血戰，李延年指揮的第26旅抵抗西北軍一師攻勢，並堅持至11月西北軍總崩。
1931年任总司令部直属攻城旅旅长，1931年6月轉任警卫军第二师副师长，驻杭州，警衛第二師年底因蔣中正解任，更名為國民革命軍第88師，李延年續任該師副師長。1932年任第88师副师长参加了一二八淞沪抗战，戰役結束後，1932年5月李延年回任國民革命軍第9师，並升任該師师长、7月兼任徐州警备司令。1933年2月，第四次围剿中央苏区。李延年第九师属中路军（总指挥陈诚）第三纵队（司令赵观涛）。由金溪经南城、南丰向广昌推进。黄陂战役，红军全歼第一纵队（罗卓英）的第52、第59师。陈诚改变部署，以6个师分成两个梯队，第二纵队（吴奇伟）为前梯队经东陂、甘竹扑广昌；第一纵队为后梯队，辖第11师以及从第三纵队调来的第5、第9师，由宜黄地区出发跟进。红军放过敌先头4个师，突然向后尾的萧乾第11师和李延年第9师发起攻击，即东陂战役，第9师死伤过半，李率残部连夜北撤，第四次圍剿失敗。1933年11月国民革命军第十九路军发动福建事变，蒋介石即急调李延年、李玉堂两师星夜疾驰闽北，沿建瓯、延平、古田、水口，向福州进逼堵截蔡廷锴部。1934年初调往江西参加第五次围剿中央苏区。1934年2月任剿匪东路军第二路军第四纵队指挥官兼第九师师长，指挥第9、36、39、80、83共五个师，为东路军主力。“四纵”占领龙岩后，李又命36师防守，其余部队清剿闽西苏区。
1934年12月，“四纵”建制撤消，剿匪东路军改为驻闽绥靖公署，李任驻闽绥靖公署第三绥靖区司令官兼第九师师长，驻泉州。1935年7月改任驻闽绥靖公署第四绥靖区司令官兼第九师师长，驻福州。 
抗日战争爆发后，1937年8月升任国民革命军第二军军长兼第九师师长，参加淞沪会战。1938年5月，李率第二军赶赴徐州第五战区，增援台儿庄会战，负责截击由海州、鲁南调来参战的两支日本援军。1938年8月升任第十一军团军团长兼第二军军长。武汉会战后，衡阳整编，取消军团制，李仍任第二军军长。1939年初，第二军移防四川秀山。1939年9月调广西南宁，与国民革命军第五军合编为第三十四集团军，徐庭瑶任总司令，李延年任副总司令兼二军军长，参加桂南會戰。1940年初，第二军奉调第五战区，在鄂西宜昌，李兼江防副总司令，与日军展开江防守备战。1940年8月，第二军调湖北建始整补月余。1941年8月，李从第二军军长调任第一战区第三十四集团军副总司令兼陕东河防总指挥，1942年6月升任第34集团军总司令。1944年5月豫湘桂会战，日军由洛阳西犯潼关。李奉命率胡宗南等部抽调的30余万部队坚守潼关。李把擅退的國民革命軍第97師师长傅維藩和弃阵而逃的两个团长枪决，把靈寶戰役中作战不力的國民革命軍第109師師長戴慕真扣押判處无期徒刑。最终守住潼关及陕东。1945年6月，被任命为第十一战区副司令长官兼山东挺进军总司令。
抗战胜利后，1945年8月前往山东接受日军投降。1946年2月各战区撤销，任徐州绥靖公署副主任兼淮海指挥部指挥官。1947年春任第一兵团副司令官。1947年6月5日任陆军总司令部郑州指挥所主任。1947年秋改任第二兵团司令官兼陆军总司令部徐州司令部副司令。1948年春任第九绥靖区（驻海州）司令官。1948年6月兼徐州剿总副总司令官。淮海战役中任徐州剿总副总司令官兼蚌埠指挥所主任兼第六兵团司令官，辖第39军、第54军、第96军、第99军，并指挥刘汝明第八兵团，从蚌埠、固镇救援黄维兵团，被华东野战军阻击。1949年初，李延年出任京沪杭警备总司令部副总司令（总司令汤恩伯）兼第六兵团司令长官，驻防在浦镇、浦口。4月20日，渡江战役打响后，负责京沪杭警备总司令部的最后撤离工作。4月23日，南京弃守，李延年从南京撤退到杭州，就任金华指挥所主任，六兵團負責在浙江阻擋解放軍南下的任務，然而六兵團不到一個月的作戰後即遭到擊敗，李延年指揮的部隊退入福建省。
1949年5月下旬，李延年駐紮福州，除了六兵團指揮官外另兼任福州绥靖公署副主任（主任朱绍良），重整六兵團在福建省的一系列防禦。
1949年8月中旬，中国人民解放军第三野战军所屬的第十兵团发动福州战役，防線被擊潰後，編制在六兵團下的國民革命軍第九十三軍撤往廈門、國民革命軍第七十三軍撤往平潭島、國民革命軍七十四軍撤往馬祖列島。兵團指揮部則在參謀長任同堂與福州警備司令李以匡指揮下投降。李延年後率領親信從福州撤入平潭岛。9月13日、14日，解放軍二十八軍發兵攻占小练岛、大练岛，9月15日登陆攻击平潭岛，為平潭島戰役。9月15日下午，李天霞率领第73军军部由平潭县城撤退到李延年兵团司令部所在地的观音澳（位于县城东南的海边）。9月15日晚李天霞请李延年的兵团司令部都移驻停泊在港内的一艘数百吨重的小轮“骛江号”上。9月15日午夜后，李延年一行乘小轮驶出港外，李天霞率军部登上“天平轮”逃離平潭開赴臺灣。9月16日上午，空军飞平潭上空，所见已无烽火战斗早结束。李延年经马祖北竿塘到台湾，陈诚即以擅自撤守扣押交军法审判。
李天霞称平潭撤守系奉李延年命令；李延年自承曾下令；第六兵团参谋长孙鸣玉出庭证言称：“李延年曾口头命令可撤守。”最后军法判处李延年徒刑十二年，李天霞徒刑八年。李天霞不久後被釋放，后曾任澎湖防卫部副司令官。
李延年囚押一年多后，由其軍校教官兼部隊长官蒋鼎文（曾任第9師師長）、刘峙（黃埔教導團時代之第二營營長）及山东老乡劉安淇等人力保，以因病保外就醫的名義釋放，此後即無正式職務，閒居台北郊区。1974年11月17日，在臺北市病逝，享年七十歲。